# 康涅狄格号核动力潜艇
康涅狄格号核动力潜艇（USS Connecticut (SSN-22)）是美国海军一艘海狼級核動力攻擊潛艦。康涅狄格号核动力潜艇是第五艘以美国康涅狄格州命名的美國船艦。康涅狄格号核动力潜艇的龙骨于1992年9月14日铺设完毕。並於1997年9月1日下水，1998年12月11日服役。

## 碰撞事故
2021年10月2日，康涅狄格号潜艇在南海航行时与不明物體碰撞後受损，美国太平洋舰队发言人于10月7日发表这项消息，宣布事故中的康涅狄格号潜艇有11名船员受到轻伤，但没有生命危险，潜艇仍然处于安全和稳定的状态，将对这一事件进行调查。经过从南海至太平洋海面上航行近一周时间后，康涅狄格号潜艇于10月8日抵达关岛的海军基地，以进行两项协调损害和维修的评估，而在碰撞中受伤的11名船员中，有两人在岸上接受了治疗后回到潜艇上。根据初步损害评估，该物体击中了潜艇的前部，撞击导致潜艇前部压载水箱受损，核反应堆和推进系统没有受到损害。在损害评估和初步维修完成后，海军随后确定在哪里可以进行更广泛的维修。
香港《南华早报》援引中国智库的卫星图报导称，作为可能的预防措施，美军事后曾派遣一架WC-135核侦察机前往相关区域。中国外交部发言人批评美方应停止四处滋事挑衅、炫耀武力，停止损害别国主权安全，并谴责美方在事件中的行为不透明和不负责任。
11月1日，美国海军指挥部公布10月2日事件的调查结果得出结论，康涅狄格号潜艇在南海航行时，在未知的海底山脉上搁浅，并将决定后续采取合适的问责行动。3天后11月4日，第七舰队副司令托马斯中将宣布解除该舰上的原指挥官、大副及首席声纳技术员在内的3名军官的职务，声明中表示正确、审慎判断及遵循程序应可避免此次事件，而受损的潜艇将返回华盛顿州布雷默顿进行维修。
受此次碰撞事故影響，美國海軍潛艦部隊指揮部于11月17日要求美國一些潛艦暫停航行。而受损的康涅狄格号潜艇于12月20日经加利福尼亚州圣地亚哥的港口出发抵达华盛顿州布雷默顿的母港，保守估计维修需時至少5年，最快都要到2026年才會完成，預計將耗資8000萬美元。
据美国海军协会新闻5月23日报道，美国海军发布了一份经过大量处理（涉密部分删除）的最终调查报告，该报告涉及美国海军“康涅狄格”号核潜艇去年10月在南海发生撞击山脉的事件。